# راهپیمایی آزادی ۲۰۱۹
راهپیمایی آزادی ۲۰۱۹ یک راهپیمایی اعتراضی به پیشواییمولانا فضل الرحمن از جمعیت علمای اسلام  در اسلام آباد پاکستان از تاریخ ۲۸ اکتبر ۲۰۱۹ بود  بعد از آن این راهپیمایی با نخست وزیر عمران خان مخالفت نمود و خواهان استعفای وی    و انتخابات جدید شد.   بعدها هیچ زنی در این تظاهرات حضور پیدا نکرد.  اما در این تظاهرات صدها هزار معترض مشارکت کردند. 